# Ужица
У́жица (бел. У́жыца) — река в Белоруссии, протекает по территории Верхнедвинского района Витебской области, правый приток Западной Двины.
Длина реки — 48 км, площадь водосборного бассейна — 350 км², среднегодовой расход воды в устье 2,8 м³/с, средний наклон водной поверхности 0,7 ‰.
Река вытекает из озера Тятно в двух км к востоку от деревни Дубровы. Генеральное направление течения — юго-запад. Ужица течёт в границах Освейской гряды и Полоцкой низменности.
Долина V-образная, местами трапециевидная, шириной 300—500 м. Пойма двухсторонняя (ширина 100—150 м), в отдельных местах отсутствует. Русло извилистое, ширина 3-5 м. Верхнее течение проходит по заболоченному лесу.
Притоки — Берёзовка (левый); Святица, Муквятица, Осиновка (правые).
Ужица протекает ряд сёл и деревень: Шевроки, Лесниково, Грибевцы, Атоки.
Впадает в Западную Двину у села Чистополье ниже Верхнедвинска.